# Shirley Babashoff
Shirley Frances Babashoff (ur. 31 stycznia 1957 w Whittier) – amerykańska pływaczka. Wielokrotna medalistka olimpijska.
Specjalizowała się w stylu dowolnym. W 1972 w Monachium wywalczyła złoto w sztafecie i dwa srebrne medale w konkurencjach indywidualnych. Także cztery lata później nie udało się jej sięgnąć po złoto w rywalizacji indywidualnej – przegrywała z reprezentantkami NRD. Wielokrotnie stawała na podium mistrzostw świata (2 złote – 200 i 400 metrów kraulem – medale w 1975), biła rekordy świata.

## Starty olimpijskie
Monachium 1972
- 4 × 100 m kraulem – złoto
- 100 m kraulem, 200 m kraulem – srebro

Montreal 1976
- 4 × 100 m kraulem – złoto
- 200 m kraulem, 400 m kraulem, 800 m kraulem. 4 × 100 m zmiennym – srebro